# 胡秀英
胡秀英（こ しゅうえい、Shiu-Ying Hu、愛称はHolly Hu、1910年2月22日 - 2012年5月22日）は中国の植物学者である。植物分類学の分野で働いた.。

## 経歴
1910年、徐州に生まれた。4歳で父親を失うが、基督教會系の正心女子學校で才能を認められ、南京の金陵女子文理学院に進む。物理学と化学を学び、金陵大学（現：南京大学）で生物学を学んだ。1938年に四川省成都市に移り、華西協和大學の生物学の講師を務めた。
1946年にアメリカに渡り、ラドクリフ大学のエルマー・ドリュー・メリルのもとで学ぶ。1949年にハーバード大学で植物学の学位を取得。米国で学位を取得した最初の中国人女性となった。
ハーバード大学のアーノルド樹木園で働いた後に帰国し、1968年に香港中文大学の上級講師となった。1975年まで香港中文大学の標本館とハーバード大学の標本館で働いた。

## 研究内容・業績
160以上の学術論文を執筆し、30,000以上の標本を集めた。著書に"Food Plants of Chinaが"ある。